# Burg Puychagut

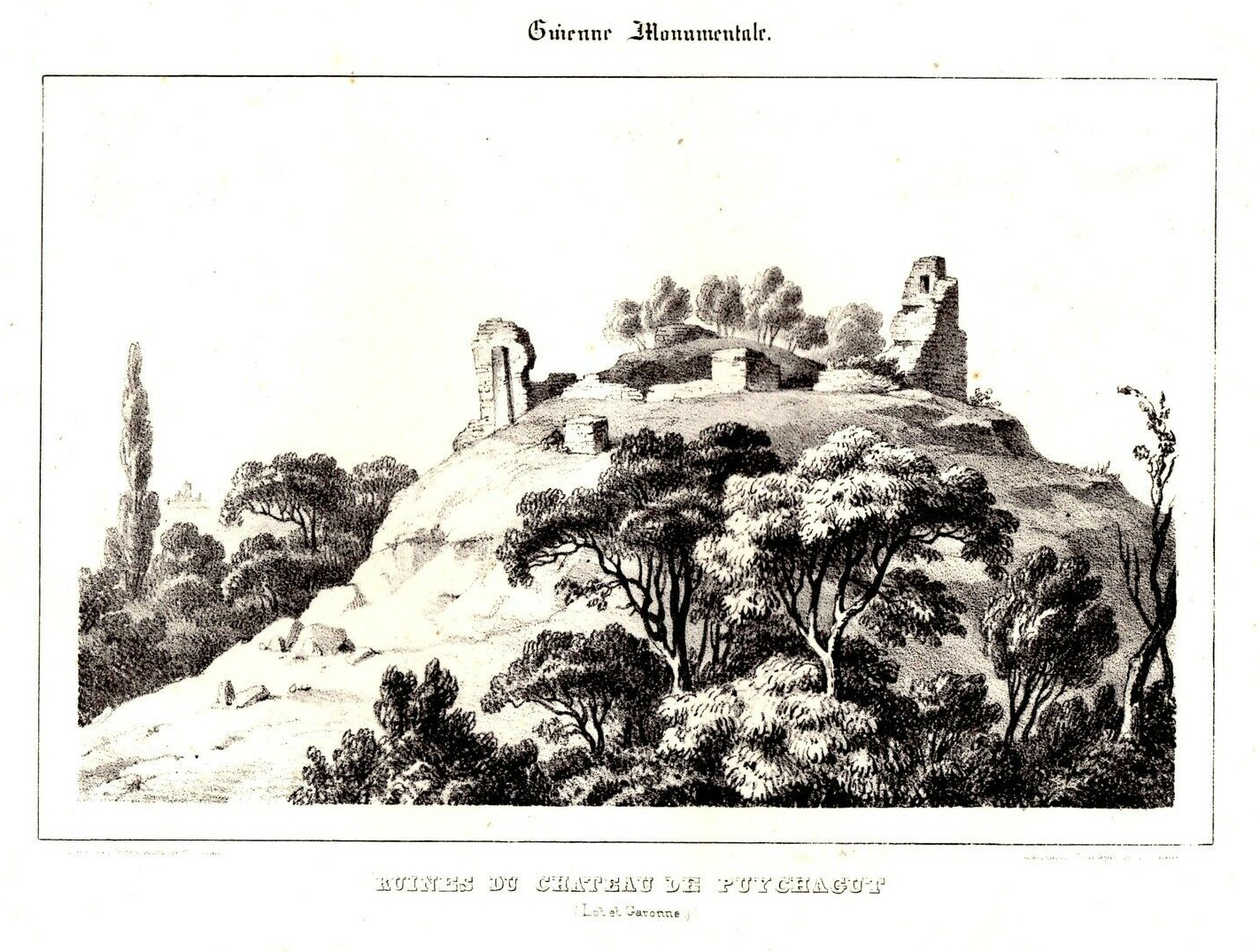
Ruinen des Château de Puychagut. Stich von Alexandre Ducourneau, 1824

Burg Puychagut war eine Befestigung des 11. Jahrhunderts in den französisch-englischen Kriegen, danach ein regional bedeutsamer Herrschaftssitz und ist heute eine Ruine in der französischen Gemeinde Saint-Astier bei Villeneuve-de-Duras.

## Frühgeschichte
Burg Puychagut war eine der ältesten gut befestigten Burgen der Region und lag strategisch günstig auf der Spitze einer Anhöhe. Die erste Erwähnung stammt aus dem Ende des 11. Jahrhunderts in Verzeichnissen des Klosterkonvents Notre-Dame de Saintes. Der Seigneur von Gardonne, Ebrard, spendete zusammen mit seinem Bruder Entregot de Puychagut die Kirche Saint-Pierre de Coutures an das Priorat von Saint-Sylvain (wohl in Lamonzie-Montastruc), das dem Konvent de Saintes unterstand. Wenig später, immer noch im Einvernehmen, übergaben die beiden Brüder demselben Priorat die Kirche Saint-Foy de Gardonne, "um die Seele ihres Großvaters zu erlösen, der die Kirche von Lamonzie, das Kloster und das gesamte Dorf niedergebrannt hatte". 
Im 12. und 13. Jahrhundert muss das Areal um die Höhenburg wohl weiter zu einer Bastide ausgebaut worden sein. Im 13. Jahrhundert schenkten der Seigneur von Puychagut und zwei andere Herren (Familie Clairac), die gemeinsam den Besitz von Puyguilhem (nicht zu verwechseln mit dem gleichnamigen Schloss Puyguilhem bei Villars) als Coseigneurie innehatten, diese Länderei dem König und der Königin von England, offenbar ohne Gegenleistung von deren Seite (möglicherweise anlässlich der Teilnahme an einem Kreuzzug). Die Festung wurde während der französisch-englischen Kriege häufig belagert (1345 Belagerung durch Lord Derby). Die Grundherrschaft Puyguilhem wurde in der Folgezeit auch zur Markgrafschaft erhoben.

## Familie Ségur

Wappen Ségur

Am Ende des Hundertjährigen Krieges war die Burg zerstört, aber die Grundherrschaft und der Adelstitel Puychagut standen im Besitz des Adelsgeschlechts Ségur als Nachfolger der Familie Clairac. Der jeweilige Lehensinhaber war zugleich Oberbefehlshaber und Inhaber der Jurisdiktion (Captal de Puychagut) über etliche benachbarte Seigneurien. So schwor 1406 etwa Gassion de Mayrac dem Captal de Puychagut für die Seigneurie Théobon Gefolgschaft. Bald darauf konnte der Captal de Puychagut, Giron de Ségur, durch Heirat im Jahr 1475 den Alleinbesitz über Théobon übernehmen, ebenso wie über andere benachbarte Herrschaften, wie die Seigneurie Pompadour (Théobon und Pompadour gelangten beide später durch Heiraten mit Erbinnen der Ségurs in die Hände der Familie Pierrebuffière).

## Ruinöser Zustand
Die Baulichkeiten der Burg Puychagut lagen bereits damals in Trümmern und wurden nicht mehr erneuert (Abriss der Bausteine im 15. Jahrhundert). Die weiteren Träger des Adelstitel de Puychagut residierten jeweils auf ihren eigenen Stammburgen, so die Ségur in Ségur-le-Château, ebenso wie die nachfolgenden Captals de Puychagut aus dem hugenottischen Geschlecht Caumont de Lauzun auf ihrer Burg Castelnaud und später um 1631 beispielsweise Charles de Rochefort-de-Saint-Angel, Baron de Théobon, Saint-Angel, Moneins und Captal-de-Puychagut, auf Schloss Théobon.
Seither sind von Burg Puychagut nur die von Pflanzenwuchs bedrohten Ruinen übrig geblieben, die heute zu den Sehenswürdigkeiten der Gemeinde Saint-Astier zählen, jedoch wohl noch nicht in die Liste der Monuments historiques aufgenommen wurden.